# Provincia di Phongsali
La provincia di Phongsali (in lao ແຂວງຜົ້ງສາລີ, Khwèeng Phóngsalìi) è una provincia del Laos nord-orientale con capoluogo Phongsali. Nel 2015, contava su una popolazione di 177.989 \abitanti distribuiti su una superficie di 16.270 km², per una densità di 10,94 ab./km².

## Storia
Il territorio della provincia apparteneva storicamente al Regno tai lü di Chiang Hung, l'odierna Jinghong della prefettura cinese del Xishuangbanna (in lingua lao e tai lü: Sipsongpanna). Furono i colonizzatori dell'Indocina Francese, nel 1895, a ridisegnare le mappe della zona secondo il bacino idrografico del fiume laotiano Ou e ad annettere Phongsali al Laos, lasciando la parte più estesa del Sipsongpanna alla Cina. Nel 1916 Phongsali fu posta sotto amministrazione militare son il nome "Quinto territorio militare". Durante la guerra d'Indocina cadde sotto il controllo del gruppo Pathet Lao e alla fine del conflitto, secondo gli accordi di Ginevra, le province di Phongsali e Houaphan costituirono un distaccamento sotto il controllo delle forze del Pathet Lao.
Era iniziata la trentennale guerra civile e, con il tentativo di pacificazione nazionale rappresentato dal primo governo di coalizione, alla fine del 1957 le due province entrarono formalmente a far parte del Regno del Laos. Dopo le elezioni del 1958 la coalizione si dimostrò fragile, le ingerenze statunitensi e nord-vietnamite contribuirono al collasso della coalizione e con la ripresa delle ostilità nel 1959 le due province tornarono sotto il controllo del Pathet Lao fino alla fine della guerra civile nel 1975. Con l'apertura del Paese all'economia di mercato, a partire dagli anni novanta nella provincia si è sviluppato il turismo.

## Geografia fisica
La provincia di Phongsali confina a sud-ovest con la provincia di Oudomxay, a sud-est con quella di Luang Prabang, ad est con il Vietnam, a nord ed a ovest con la prefettura cinese del Xishuangbanna, che fa parte della provincia dello Yunnan.
Si trova in una delle aree più povere e più remote del Laos, in un'area montuosa ai confini con la Cina ed il Vietnam. È collegata al resto del paese con un'unica strada, la statale 1A che collega Oudomxay alla città vietnamita di Dien Bien Phu attraverso il posto di frontiera di Tai Xang-Tay, chiamato in Laos Sop Hun. Tale arteria è collegata con il capoluogo Phongsali da una impervia strada provinciale.
Il territorio è montuoso ed immerso in una zona di fitte foreste, malgrado il pesante disboscamento illegale compiuto negli ultimi decenni. L'altitudine varia tra i 500 ed i 1.500 m s.l.m., le temperature sono più fresche del resto del paese e d'inverno possono arrivano di notte vicine a 0 gradi. Il capoluogo Phongsali si trova a 1.400 m di altitudine ed è la più alta città del Laos.
Il fiume Ou, il più lungo degli affluenti laotiani del Mekong, raccoglie le impetuose acque dei corsi d'acqua della provincia. Nasce nell'estremo nord, ai confini con la Cina, e verso sud diventa navigabile a partire dal villaggio di Hat Sa, in prossimità del capoluogo, per imbarcazioni medio piccole con le quali, se il livello dell'acqua lo permette, si può arrivare fino a Luang Prabang. Viene percorso dai laotiani che abitano nei frequenti villaggi disseminati lungo il suo corso o che trasportano merci in località per raggiungere le quali il percorso stradale richiede più tempo.
Tra i principali centri abitati della provincia vi sono Boun Neua e Muang Khoua sul fiume Ou e Boun Tai nell'omonimo distretto, dove è stata creata l'area protetta di Nam Lan. In una remota zona ai confini con il Vietnam, si trova l'altra grande area protetta di Phou Den Din, raggiungibile esclusivamente via fiume.

## Geografia antropica

### Suddivisioni amministrative
La provincia di Phongsali è suddivisa nei seguenti sette distretti (in lao: ເມືອງ, trasl.: mueang):
| Codice | Nome del distretto | Nome lao  |
| ------ | ------------------ | --------- |
| 02-01  | mueang Phongsali   | ເມືອງຜົ້ງສາລີ |
| 02-02  | mueang Mai         | ເມືອງໃໝ່    |
| 02-03  | mueang Khoua       | ເມືອງຂວາ   |
| 02\|04 | mueang Samphan     | ເມືອງສຳພັນ  |
| 02-05  | mueang Boun Neua   | ເມືອງບຸນເໜືອ |
| 02-06  | mueang Nhot Ou     | ເມືອງຍອດອູ  |
| 02-07  | mueang Boun Tai    | ເມືອງບຸນໃຕ້  |